# Handalakuppe, Kunigal
Handalakuppe là một làng thuộc tehsil Kunigal, huyện Tumkur, bang Karnataka, Ấn Độ.